# Rabah Inasliyen
Rabah Hammouche dit Rabah Inasliyen, né le 11 novembre 1949 dans le quartier d'El-Biar à Alger, est un auteur-compositeur-interprète kabyle,. 

## Un poète engagé
En tant qu'auteur-compositeur Rabah Inasliyen compose des poèmes engagés en berbère qui sont traduits en français et mises à l'honneur dans ses chants berbères.

## Contes
Entre Paris et Alger, Rabah Inasliyen  a travaillé sur des illustrations musicales pour une maison d'édition, spécialisée dans les contes, "Les Vergers des Espérides".
Rabah Inasliyen a écrit, composé, narré et chanté les complaintes de :
- 2 contes serbes-croates « Le Star Trojean » et « les 2 oursons »
- 2 contes turcs « Le Perroquet Matin » et « Le rusé lapin et le Féroce Roi Lion »

qui ont été édités.
Actuellement Rabah Inasliyen travaille sur une collection de contes pour l'Artmémoire.

## Concerts
- 1977 : Vaison la Romaine
- 1979 : Blagoevgrad (Bulgarie)
- 1979 : Palma (Espagne)
- 1979 : Constantine
- 1979 : Roubaix
- 1983 : Tournée dans le Nord de la France
- 1985 : Tournée dans le Midi de la France
- 1986 : Fête de la Musique à Marseille
- 1970  à 2010 : Concerts et Tournées en Algérie
- 2010 : Concert à Montreal -
- 2010 : Zyriab International Music à Baghdad(Irak)
- 2011 : Angers
- 2012 : Concert Privé (Paris)
- 2013 : Concert à l'université "Targa ou Zemmour"